# Роддино
Роддино (итал. Roddino) — коммуна в Италии, располагается в регионе Пьемонт, в провинции Кунео.
Население составляет 380 человек (2008 г.), плотность населения составляет 36 чел./км². Занимает площадь 10 км². Почтовый индекс — 12050. Телефонный код — 0173.
Покровительницей коммуны почитается святая Маргарита, празднование 15 августа.

## Демография
Динамика населения:

## Администрация коммуны
- Официальный сайт: http://www.comune.roddino.cn.it